# Zebryl
Zebryl (Diplodus cervinus) – gatunek ryby z rodziny prażmowatych.

## Występowanie
Północny Atlantyk od Zatoki Biskajskiej po Gwineę.
Żyje w przybrzeżnych wodach ponad skalistym podłożem, spotykany również w głębszych wodach do 300 m.

## Opis
Dorasta do 55 cm i 2,70 kg wagi. Ciało owalne, głowa lekko wklęsła. Otwór gębowy mały, wargi mięsiste. W górnej szczęce 10-12 szpatułkowatych zębów, za nimi 2 rzędy zębów tnących. Łuski duże, 56-59 wzdłuż linii bocznej. W płetwie odbytowej 3 kolce i 10-12 promieni miękkich.
Wzdłuż boków 4-5 ciemnobrązowych, szerokich, poprzecznych, zwykle rozwidlających się na brzuchu pręg.